# Acherontiella sabina
Acherontiella sabina är en urinsektsart som beskrevs av F. Bonet 1945. Acherontiella sabina ingår i släktet Acherontiella och familjen Hypogastruridae. Inga underarter finns listade i Catalogue of Life.